# Diego Lopes I de Haro
Diego López I de Haro "o Branco" (c. 1075 — 1124) foi um membro da Casa de Haro e o terceiro Senhor da Biscaia entre 1093 e 1124.

## Relações familiares
Foi filho de Lope Íñiguez (ca. 1050 — 1093) e de Tecla Dias, filha de Diego Álvares de Oca. Casou com Maria Sanches, filha de Sancho Sánchez, tenente em Erro e em Tafalla, e a Condesa Elvira Garcia, filha do Conde Garcia Ordonhez. Os filhos documentados deste casamento foram:
- Lope Díaz I de Haro, 4ª Senhor da Biscaia (morto em 1170) casou com Aldonça Rodrigues.
- Sancho Díaz (morto depois 1170), tenente en Treviana, esposo de Sancha Rodríguez da familia dos Salvadores.
- Gil Díaz (morto antes de 1168)